# Amager
 For alternative betydninger, se Amager (flertydig). (Se også artikler, som begynder med Amager)
Amager (udtales Ama'r) er en ø i Øresund på 96,29 km² ved Sjællands østkyst. Der bor 222.920 mennesker (1. januar 2024) på Amager, hvilket gør den til Danmarks tættest befolkede ø.
En person, der er født eller er bosiddende på Amager, kaldtes oprindeligt en 'amager', men bliver i folkemunde ofte kaldt for en 'amagerkaner'.

## Geografi
Øen består mest af lavt, frugtbart land. Største højde over havet nås i St. Magleby med 8 m. I dag er størstedelen af Amager bymæssigt bebygget og en integreret del af Storkøbenhavn, selvom Dragør og Tårnby stadig har landbrug, skov og naturområder. Desuden ligger næsten en tredjedel af øen, Kalvebod Fælled, som blev indvundet fra Øresund i 1930'erne, ubenyttet hen uden bebyggelse eller opdyrkning.
Amagers østkystlinje udgøres i dag af strandparkerne Amager Strand og Kastrup Strandpark, samt Københavns Lufthavn og Dragør Havn, mens syd-vestkysten er præget af eng-områder og diger. Nord- og vestkysten afgrænses både af kaj-arealer mod Københavns Havn og dige. En mindre kunstig halvø findes ved Øresundsforbindelsens start, lige øst for Kastrup.
Øens boligmasse består af såvel tæt bymæssig karrebebyggelse (på Amagerbro, Islands Brygge, Christianshavn og i Sundby), boligblokke (primært Kastrup/Tårnby) og parcelhuskvarterer spredt over det sydlige Sundby, Kastrup/Tårnby og Dragør. De seneste 15 år er nye tætbebyggede områder som (ydre) Islands Brygge, Amager Strand/Strandlodsvej og Ørestad skudt op som nyudviklede bykvarterer. I de kommende år er ikke mindst Papirøen, Kløverparken og Refshaleøen udset til udviklingsområder, der forventes at bidrage til en fortsat høj befolkningsvækst.
Administrativt er Amager delt mellem Københavns Kommune, Tårnby Kommune og Dragør Kommune. Den københavnske del er opdelt i bydelene Amager Øst, Amager Vest og Indre By (Christianshavn).
Der foregår en diskussion, om Christianshavn er en del af Amager. Geografisk er Christianshavn oprindeligt inddæmmet grundt vand ved nogle sandbanker udfor middelalderbyens havn, nuværende inderhavn (ligesom f.eks. Slotsholmen). Langebro gik udenom Christianshavn, men tjente til at lukke fæstnimngsanlægget af mod Kalveboderne, idet trafikken ind og ud af København (og Christianshavn) foregik gennem Amagerport. Dette havde gyldighed frem til bygningen af jernbanen (på grund af Sukkerfabrikkens beliggenhed) og omfartsrampen i forbindelse med den Langebro, der blev anlagt efter Anden Verdenskrig; Efter "voldenes sløjfning" og Langebro som klapbro anlagdes Amager Boulevard (oprindelig: "Sundby Boulevard") som en bred færdselsåre uden om Knippelsbro. Forbindelsen mellem Torvegade (Amagerport) og Amager (ved nuværende Christmas Møllers Plads) bestod således oprindelig af to broer i forlængelse af hinanden henover voldgraven; af hensyn til den voksende trafikmængde blev disse befæstede broer, der indgik i Københavns befæstning, i tiden op til 1930 erstattet med den nuværende vejdæmning. Amager er ellers adskilt fra Christianshavn med sin for størstedelen bevarede voldgrav. Christianshavn hører under postdistrikt K med tilhørende postnumre ("København K"). At denne bydel skulle være en halvø på Amager skyldes derfor vejanlæg, hvoraf Langebrogade af trafikale grunde kun er en blind gade, der er afspærret for bilkørsel ved bydelen; det samme gælder Eliassons cirkelbro, der forbinder Amager Boulevard med "Christiansbro" (det nye kvarter på den tidligere Burmeister & Wains maskinfabriks grund). Christianshavn er således adskilt fra Amager (og København S) bortset fra vejanlæg. Christianshavn er i hvert fald i dag landfast på en lille strækning med (resten af) Amager mellem Langebrogade og Langebro. Kommunen regner administrativt Christianshavn sammen med indre by. Folkekirken har de 2 Christianshavn sogne med i Amagerbro Provsti (som har kontor på Christianshavn). Denne diskussion, om Christianshavn er en del af Amager, vil sandsynligvis fortsætte længe, da man kan finde mange argumenter for både det ene og det andet.
Amager er forbundet med Sjælland via indtil videre ni broer og en tunnel samt med Sverige via Øresundsbroen. Forløbet af en havnetunnel / østlig ringvej gennem Københavns Havn er ligeledes planlagt, men ikke vedtaget.

## Historie
Amager har fået sit navn efter sundet mellem Sjælland og Amager. På olddansk "Amikai" dannet af ami, et gammelt ord for sundet mellem Sjælland og Amager samt haki (= hage). Navnet betegner formentlig oprindelig Amagers sydspids Aflandshage, i betydningen Amagerlandshage.
Hollændere blev af Christian 2. i 1521 inviteret til at dyrke grøntsager på Amager for at kunne forsyne hans kone, dronning Elisabeth, med grøntsager. Nyere forskning tyder på, at indvandrerne i Store Magleby kom fra flere steder i de daværende Nederlande, inklusive det nuværende Belgien, hvor Elisabeth kom fra.
Amagers ældste kirke er Tårnby Kirke, og kirkevejen bærer i dag navnet "Englandsvej". De altdominerende "geografiske" navne i København S, går tilbage til indlemmelsen af Sundbyerne Kommune i Københavns kommune i begyndelsen af 1900-tallet; for at undgå de mange gengangere, der ville forvirre postvæsenet m.m., besluttede man sig for at omdøbe disse dubletter ved at give dem geografiske navne.
Efter Englandsvej, der tjente som kirkevej, anlagdes Amager Landevej i Struenseetiden som Amagers nye trafikale rygrad. Amager Landevej førte fra Amagerport i N til Maglebyerne og Dragør i S. I Sundbyernes urbaniserede tid i anden halvdel af 1800-tallet omdøbtes Sundbyernes stykke til "Amagerbrogade", uden at Amagerbro vandt hævd. Man siger stadig væk "Sundbyerne" - eller København S" om Københavns Kommunes brokvarter på Amager. Ca. 1960 førte udvidelsen af Kastrup Lufthavn til nedlæggelse af Amager Landevej mellem Kastrup og St. Magleby, og et stykke af Englandsvej blev lagt i tunnel af samme årsag.
Amager var frem mod slutningen af 1960'erne hjemsted for Kjøbenhavns Grundejeres Renholdningsselskab, i dag Renholdningsselskabet af 1898, som oprettede en rensestation for latrinspande (og Københavns første organiserede affaldsordning) i Kløvermarken. Det gav dengang anledning til øgenavnet Lorteøen.

## Forbindelser til Sjælland og Sverige
Amager er forbundet med Sjælland via ni broer og en metrotunnel. Broerne Knippelsbro, Langebro, Sjællandsbroen og Kalvebodbroerne, en unavngivet jernbane- og cykelbro (del af Øresundsbanen) lidt syd for Sjællandsbroen, samt Bryggebroen, Inderhavnsbroen og Lille Langebro. Desuden er Københavns Metro ført i tunnel fra Sjælland til Christianshavn tæt på Knippelsbro. Derudover er øen forbundet med Sverige via Øresundsbroen – fra Kastrup til Lernacken sydvest for Malmø.
Om sommeren sejler en cykelfærge mellem Dragør og Limhamn i Sverige, ligesom Havnebussen i Københavns havneløb sådan set også forbinder Amager og Sjælland.

## Landvinding
Under Anden Verdenskrig inddæmmedes så meget af det lavvandede Kalveboderne eller "Kallebod Strand", at der til sidst kun er en smal sejlrende til Sjællandsbroen, hvor den mest fungerer som overløbsfunktion i forbindelse med tidevand og andet højvande. Det inddæmmede areal nåede at blive et fredet naturareal, "Københavns grønne lunge", inden et flertal i Københavns Borgerepræsentation i 1995 besluttede at byggemodne og udstykke den indtil da fredede Amager Fælled til, hvad der gik hen og blev til Ørestaden, i den udstrækning det var nødvendigt for at finansiere metrobyggeriet på etableringen af dennes første etape 1995-2002. Status for resten af naturområdet Amager Fælled ("Fælleden") er stadig uvis, idet flere interesser her støder sammen. Parken Amager Fælled, Bella Center/kvarter og Ørestadsarealerne er de eneste anlagte dele af dette område, sammen med Øresundsmotorvejen og jernbanen til Tårnby, Lufthavnen og til Sverige. At bygge på Vestamager er dyrere end andre steder i Københavnsområdet.
I 1990'erne blev der bygget en kunstig halvø ved Kastrup for Øresundsforbindelsen. Ved anlægget af Amager Strandpark øgedes Amagers areal yderligere. Også havneområdet, Prøvestenen og Refshaleøen på den nordlige østkyst har været en del af Øresund.
Det samme gælder Christianshavn og Holmen, der tilbage i 1600-tallet og frem blev bygget i farvandet mellem Københavns Havn (Gammel Strand/Ved Stranden, Slotsholmen, Bremerholm og Gammelholm) og Amagers nordlige strand.

## Byer på Amager
Byer på Amager (udover de dele der er en del af Københavns Kommune):
- Dragør
- Søvang
- Kastrup
- Store Magleby
- Tårnby
- Tømmerup
- Ullerup
- Viberup

Den tidligere landsby Maglebylille er nu næsten forsvundet på nær et enkelt hus.
I Københavns Kommune ligger Sundbyvester, Sundbyøster og Amagerbro. Området kaldes også Sundbyerne.

## Lokale aviser
På Amager findes en række lokale gratisaviser:

### Udgives stadig
- Ama'røsten: udkommer fire gange om året [10]
- AmagerLiv: udkommer hver tirsdag
- Lokalavisen Amager: udkommer hver torsdag
- Amageravisen: udkommer hver torsdag
- Bryggebladet: udkommer som udgangspunkt hver anden onsdag
- Christianshavneren: udkommer hver måned (undtagen januar, juli og august)
- Dragør Nyt: udkommer hver tirsdag
- Søndagsavisen (Region 7/Amager): udkommer hver weekend
- Tårnby Bladet: udkommer den sidste fredag/lørdag i måneden
- Ørestad Avis: udkommer hver anden lørdag
- 2770 Tårnby: udkommer hver anden onsdag

### Lukkede
- Dragør Avis: udkom hver tirsdag
- Lokalavisen 2770: udkom hver tirsdag
- Amagerposten

## Udtryk med Amager
- Amar![11] – en besværgelse om uskyld. Udtrykkets oprindelse skal findes i, at Amager Fælled i første halvdel af 1800-tallet blev brugt til henrettelser. Besværgelsen kan også lyde »Amar halshug«.[12][13]
- Amagerbroderi er fladsyning[14] i brogede farver kendt fra Amager.[15]
- Amagergarn[16] (broderigarn, merceriseret bomuldsbroderetråd), moulinégarn[15] (Tysk: de:Perlgarn).
- Amagerhylde – A-formet hylde (pyramidehylde)[17]
- Amagermad – en sammenklapper af rugbrød og hvedebrød[18]
- Amagersyning[19] er hollandskinspirerede broderiteknikker.
- Amager-nummerplade – Lændetatovering.